# Katastralgemeinde Rosenbichl
Die Katastralgemeinde Rosenbichl ist eine von elf Katastralgemeinden der Marktgemeinde Liebenfels im Bezirk Sankt Veit an der Glan in Kärnten. Sie hat eine Fläche von 861,75 ha.
Die Katastralgemeinde gehört zum Sprengel des Vermessungsamtes Klagenfurt.

## Lage
Die Katastralgemeinde liegt im Osten der Gemeinde Liebenfels, im Südwesten des Bezirks Sankt Veit an der Glan. Sie erstreckt sich von Glantschach im Westen bis Kraindorf im Osten, und von Waggendorf im Norden bis an den Rand des Gemeindehauptortes Liebenfels im Süden. Die Grenzen der Katastralgemeinde verlaufen großteils entlang von Bächen (Harter Bach und Feistritzbach im Westen; Beißendorferbach im Osten) und Straßen (Sörgerstraße L93a im Norden; Ossiacher Straße B 94 im Süden). Die Katastralgemeinde erstreckt sich über eine Höhenlage von 476 m ü. A. an der Ossiacher Straße an der Südostgrenze der Katastralgemeinde bis zu 806 m ü. A. am Buchberg nahe der Nordostgrenze der Katastralgemeinde.

## Ortschaften
Jeweils zur Gänze auf dem Gebiet der Katastralgemeinde Rosenbichl befinden sich die Ortschaften Hoch-Liebenfels, Hohenstein, Miedling, Pulst, Puppitsch, Radelsdorf und Rosenbichl. Jeweils teilweise auf dem Gebiet der Katastralgemeinde Rosenbichl liegen die Ortschaften Glantschach, Liebenfels und Waggendorf. Außerdem befinden sich in der Katastralgemeinde die Ortschaften Beißendorf, Kraindorf und Mailsberg, die jeweils Bestandteile gleichnamiger Orte sind, die teils in der Gemeinde Liebenfels, teils in der Gemeinde Frauenstein  liegen.

## Vermessungsamt-Sprengel
Die Katastralgemeinde gehört seit 1. Jänner 1998 zum Sprengel des Vermessungsamtes Klagenfurt. Davor war sie Teil des Sprengels des Vermessungsamtes St. Veit an der Glan.

## Geschichte
Ende des 18. Jahrhunderts wurden die Kärntner Steuergemeinden (später: Katastralgemeinden) gebildet und Steuerbezirken zugeordnet. Die Steuergemeinde Rosenbichl wurde Teil des Steuerbezirks Rosenbichl.
Im Zuge der Reformen nach der Revolution 1848/49 wurden in Kärnten die Steuerbezirke aufgelöst und Ortsgemeinden gebildet, die jeweils das Gebiet einer oder mehrerer Steuergemeinden umfassten. Die Steuer- bzw. Katastralgemeinde Rosenbichl wurde Teil der Gemeinde Feistritz, die 1865 in Gemeinde Pulst umbenannt wurde. Die Größe der Katastralgemeinde Rosenbichl wurde 1854 mit 1485 Österreichischen Joch und 156 Klaftern (ca. 855 ha) angegeben; damals lebten 346 Personen auf dem Gebiet der Katastralgemeinde. 1958 wurde die Katastralgemeinde Teil der Gemeinde Liebenfels, die damals durch die Fusion der Gemeinden Liemberg, Hardegg und Pulst entstand. Im Zuge der Gemeindestrukturreform 1972 kam es zu Grenzänderungen am Südostrand der Katastralgemeinde, wodurch die Katastralgemeinde insgesamt um etwa 7 ha größer wurde.
Die Katastralgemeinde Rosenbichl gehörte ab 1850 zum politischen Bezirk Sankt Veit an der Glan und zum Gerichtsbezirk Sankt Veit an der Glan. 1854 bis 1868 gehörte sie zum Gemischten Bezirk Sankt Veit an der Glan. Seit der Reform 1868 ist sie wieder Teil des politischen Bezirks Sankt Veit an der Glan und des Gerichtsbezirks Sankt Veit an der Glan.

## Siedlungsentwicklung
Zum Jahreswechsel 1979/1980 befanden sich in der Katastralgemeinde Rosenbichl insgesamt 159 Bauflächen mit 94.877 m² und 177 Gärten auf 510.693 m², 1989/1990 gab es 260 Bauflächen. 1999/2000 war die Zahl der Bauflächen auf 734 angewachsen und 2009/2010 bestanden 310 Gebäude auf 776 Bauflächen.

## Bodennutzung
Die Katastralgemeinde ist landwirtschaftlich geprägt. 528 Hektar wurden zum Jahreswechsel 1979/1980 landwirtschaftlich genutzt und 237 Hektar waren forstwirtschaftlich geführte Waldflächen. 1999/2000 wurde auf 513 Hektar Landwirtschaft betrieben und 274 Hektar waren als forstwirtschaftlich genutzte Flächen ausgewiesen. Ende 2018 waren 425 Hektar als landwirtschaftliche Flächen genutzt und Forstwirtschaft wurde auf 278 Hektar betrieben. Die durchschnittliche Bodenklimazahl von Rosenbichl beträgt 43,2 (Stand 2010).